# Palanqueta

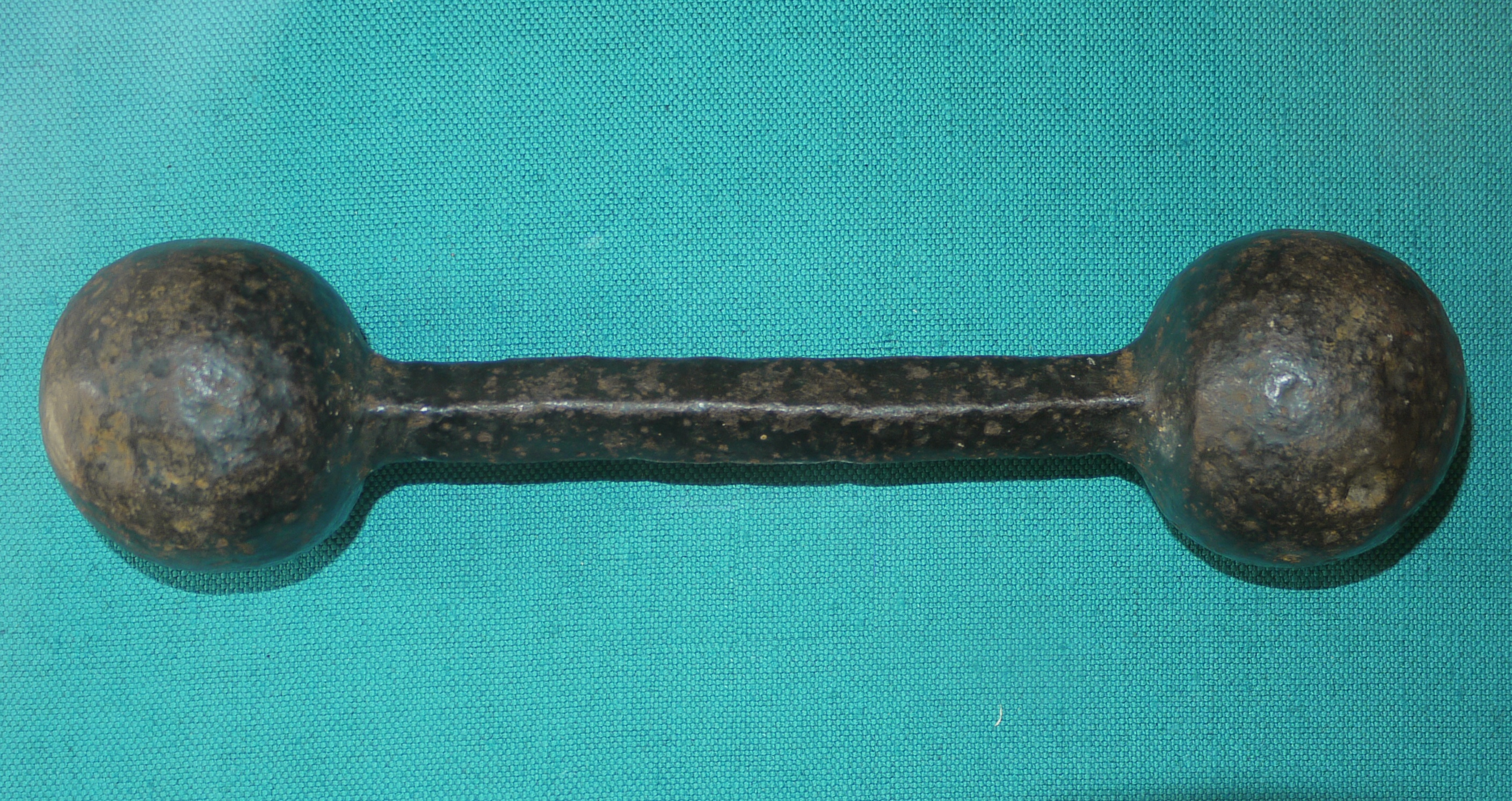
Una palanqueta.

Se llama palanqueta a la barra de hierro ochavada y de bastante grueso y largo que por uno y otro extremo remata en una base circular del diámetro del ánima de la pieza de artillería con que ha de dispararse en lugar de bala.
Sirve para cortar y destrozar más fácilmente los aparejos y palos de los buques enemigos cuando se les bate a muy poca distancia. Esta palanqueta es la llamada inglesa y es la que se utilizaba casi exclusivamente. Hay otras dos que se denominan española y francesa: 
- Palanqueta española. Está formada por dos balas unidas mediante una barra de hierro.
- Palanqueta francesa. Está compuesta por dos medias balas unidas mediante una barra de hierro.